# Heike Paul
Heike Paul (* 1968 in Koblenz) ist eine deutsche Kultur- und Literaturwissenschaftlerin und hat seit 2004 den Lehrstuhl für Amerikanistik an der Friedrich-Alexander-Universität Erlangen-Nürnberg inne. Sie ist ordentliches Mitglied der Bayerischen Akademie der Wissenschaften und wurde 2018 mit dem Gottfried Wilhelm Leibniz-Preis der Deutschen Forschungsgemeinschaft ausgezeichnet.

## Werdegang
Heike Paul absolvierte ein Magister-Studium der Amerikanistik, Anglistik und Politikwissenschaft an der Goethe-Universität in Frankfurt am Main sowie an der University of Washington in Seattle. Von 1995 bis 1997 war sie Stipendiatin des DFG-Graduiertenkollegs „Geschlechterdifferenz & Literatur“ an der Ludwig-Maximilians-Universität München, von 1997 bis 1998 wissenschaftliche Mitarbeiterin am Institut für Amerikanistik an der Universität Leipzig, an der sie 1998 mit einer Arbeit über die literarische Verarbeitung der Außenseiterperspektive von Einwanderinnen („summa cum laude“) promoviert wurde (Mapping Migration: Women's Writing and the American Immigrant Experience from the 1950s to the 1990s, 1999). Nach einem einjährigen Postdoc-Aufenthalt an der Harvard University kehrte sie als wissenschaftliche Assistentin nach Leipzig zurück und habilitierte sich dort 2004 mit einer Arbeit, die sich mit Fragen des Kulturkontakts in der deutschen Amerikaliteratur des 19. Jahrhunderts befasst (Kulturkontakt und Racial Presences: Afro-Amerikaner und die deutsche Amerika-Literatur, 1815–1914, 2005). Von 2003 bis 2004 war sie Fellow am Wissenschaftskolleg zu Berlin, wo sie als Teil einer Arbeitsgruppe um Stephen Greenblatt zu Fragen der kulturellen Mobilität arbeitete.
2004 wurde Paul auf den Lehrstuhl für Amerikanistik, insbesondere nordamerikanische Literatur- und Kulturwissenschaft an der Friedrich-Alexander-Universität Erlangen-Nürnberg berufen, einen Ruf an die Humboldt-Universität zu Berlin im gleichen Jahr lehnte sie ab. Sie war Mitglied des Sprecherinnenteams des DFG-Graduiertenkollegs Kulturhermeneutik im Zeichen von Differenz und Transdifferenz und Sprecherin des DFG-Graduiertenkollegs Präsenz und implizites Wissen (2011–2016). Seit 2022 ist sie Sprecherin des DFG-Graduiertenkollegs Das Sentimentale in Literatur, Kultur und Politik.
Von 2007 bis 2024 engagierte sich Heike Paul als Vorstandsmitglied federführend für die transatlantische Vernetzung der amerikabezogenen Forschung in der Bayerischen Amerika-Akademie (2017–2024 als Direktorin) und organisierte die BAA-Summer School im jährlichen Wechsel zwischen USA und Deutschland an verschiedenen Standorten (u. a. in München, Detroit, Nürnberg, Washington, D.C., Erlangen, Regensburg, Miami). Von 2014 bis 2017 war sie Vizepräsidentin der Deutschen Gesellschaft für Amerikastudien. 2014 erschien ihre Monografie The Myths That Made America: An Introduction to American Studies, eine Einführung in die American Studies, die die Gründungs- und Transformationsmythen der Vereinigten Staaten und deren anhaltende Wirkmacht für Formen der Identitäts- und Gemeinschaftsbildung untersucht. Im Jahr 2017 lehnte sie einen Ruf an die Universität Leipzig ab.
Heike Paul war regelmäßig zu Lehr-, Vortrags- und Forschungsaufenthalten in Nordamerika (Dartmouth College, University of Toronto, Florida International University, University of Illinois at Urbana-Champaign, University of California at Berkeley). 2020 war sie Fellow am Thomas Mann Haus in Pacific Palisades, Los Angeles.

## Forschungsschwerpunkte und -projekte
- Formen und Funktionen des Sentimentalen (Global Sentimentality Project)[7]
- Demokratisierung und Reeducation ("Reeducation Revisited: Transnational and Comparative Perspectives on the Post-World War II Period in the US, Japan, and Germany")[8]
- Amerikanische Mythen
- Decolonial American Studies
- Nachhaltigkeitsdiskurse und Semantiken des Verzichts
- Präsenz und implizites Wissen
- Populärkultur und Gender Studies
- Kulturelle Mobilität
- Afroamerikanische und afrokanadische Literatur und Geschichte

## Auszeichnungen und Ämter (Auswahl)
- 2024: Sir Peter Ustinov-Gastprofessorin am Institut für Zeitgeschichte der Universität Wien[9]
- 2024: Wahl ins DFG-Fachkollegium (1.15 Literaturwissenschaft)[10]
- 2021: Bayerischer Maximiliansorden für Wissenschaft und Kunst
- 2021: Senior Fellowship, Elisabeth List-Programm Geschlechterforschung, Universität Graz[11]
- 2020: Fellowship, Thomas Mann House, Pacific Palisades, Los Angeles[6]
- 2019: Mitglied der Bayerischen Akademie der Wissenschaften[12]
- 2018–2019: Mitglied des wissenschaftlichen Beirats des “Deutschlandjahres 2018/2019” des Auswärtigen Amtes[13]
- 2018: Kantorowicz Lecture, Johann-Wolfgang-Goethe-Universität, Frankfurt/M.[14]
- 2018: Gottfried Wilhelm Leibniz-Preis der Deutschen Forschungsgemeinschaft[15]
- 2018: Fellowship, International Forum for U.S. Studies (IFUSS) an der University of Illinois, Urbana-Champaign[16]
- 2017–2024: Direktorin der Bayerischen Amerika-Akademie[2]
- 2014, 2017: Harris Distinguished Professorship, Dartmouth College[17]
- 2014–2017: Vizepräsidentin der Deutschen Gesellschaft für Amerikastudien
- 2010–2013: Mitglied der Bewertungsgruppe Anglistik/Amerikanistik des Wissenschaftsrats[18]
- 2008, 2010: Faculty Enrichment Grant (FEG) und Faculty Research Grant (FRG), Research Fellow an der University of Toronto, York University und Chatham Historical Society
- 2003–2004: Fellowship, Wissenschaftskolleg zu Berlin[19]
- 1999: Postdoc-Stipendium, DAAD

## Publikationen

### Monografien
- Amerikanischer Staatsbürgersentimentalismus: Zur Lage der politischen Kultur der USA. Wallstein Verlag, Göttingen 2021, ISBN 978-3-8353-3923-1.
- Understanding Stewart O’Nan. University of South Carolina Press, Columbia 2020, ISBN 978-1-64336-150-5.
- The Myths That Made America: An Introduction to American Studies. transcript, Bielefeld 2014, ISBN 978-3-8376-1485-5.
- Kulturkontakt und Racial Presences: Afro-Amerikaner und die deutsche Amerika-Literatur, 1815-1914. Winter, Heidelberg 2005, ISBN 978-3-8253-5044-4.
- Mapping Migration: Women's Writing and the American Immigrant Experience from the 1950s to the 1990s. Winter, Heidelberg 1999, ISBN 978-3-8253-0900-8.

### Herausgeberschaften
- mit Axelle Germanaz, Daniela Gutiérrez Fuentes und Sarah Marak: To the Last Drop: Affective Economies of Extraction and Sentimentality. transcript, Bielefeld 2023, ISBN 978-3-8394-6410-6.
- mit Boris Vormann: Die USA: Eine liberale Demokratie und ihre Anachronismen (Sonderband 11, Zeitschrift für Politik). nomos, Baden-Baden, ISBN 978-3-7560-0606-9.
- mit Sarah Marak, Katharina Gerund und Marius Henderson: Lexicon of Global Melodrama. transcript, Bielefeld 2022, ISBN 978-3-8376-5973-3.
- mit Cedric Essi und Boris Vormann: Common Grounds? American Democracy After Trump (= Sonderausgabe Amerikastudien/American Studies A Quarterly, Band 1/2021), 2021, ISSN 0340-2827.
- mit Noam Zadoff, Stefanie Schüler-Springorum und Mirjam Zadoff: Four Years After: Ethnonationalism, Antisemitism, and Racism in Trump’s America. Winter, Heidelberg, 2020, ISBN 978-3-8253-4782-6.
- Critical Terms in Futures Studies. Palgrave Macmillan, Cham 2019, ISBN 978-3-030-28986-7.
- mit Ursula Prutsch und Jürgen Gebhardt: The Comeback of Populism: Transatlantic Perspectives. Winter, Heidelberg 2019, ISBN 978-3-8253-7894-3.
- mit Kay Kirchmann und Markus Gottwald: (Extra)Ordinary Presence Social Configurations and Cultural Repertoires. transcript, Bielefeld 2017, ISBN 978-3-8376-2721-3.
- mit Klaus Lösch und Meike Zwingenberger: Critical Regionalism. Winter, Heidelberg 2016, ISBN 978-3-8253-6679-7.
- mit Christoph Ernst: Amerikanische Fernsehserien der Gegenwart: Perspektiven der American Studies und der Media Studies. transcript, Bielefeld 2015, ISBN 978-3-8376-1989-8.
- mit Antje Kley: Rural America. Winter, Heidelberg 2015, ISBN 978-3-8253-6383-3.
- mit Katharina Gerund: Die amerikanische Reeducation-Politik nach 1945: Interdisziplinäre Perspektiven auf "America's Germany". transcript, Bielefeld 2015, ISBN 978-3-8376-2632-2.
- mit Christoph Ernst: Präsenz und implizites Wissen: Zur Interdependenz zweier Schlüsselbegriffe der Kultur- und Sozialwissenschaften. transcript, Bielefeld 2013, ISBN 978-3-503-04929-5.
- mit Alexandra Ganser und Katharina Gerund: Pirates, Drifters, Fugitives: Figures of Mobility in the US and Beyond. Winter, Heidelberg 2012, ISBN 978-3-8253-6033-7.
- mit Kati Röttger: Differenzen in der Geschlechterdifferenz. Differences within Gender Studies: Aktuelle Perspektiven der Geschlechterforschung. Schmidt, Berlin 1999, ISBN 978-3-503-04929-5.

### Aufsätze (Auswahl)
- "American Gender Politics and ‘Re-Education’ Abroad and at Home in Postwar Film." In: Katharina Gerund und Jana Aresin (Hrsg.). Civilization, Democratization, Containment: Strategies of Re-Education in Imperial Settings and Beyond. Special Issue of The International History Review 46.3.  2024. S. 368–380.
- "The 'Lost Colony' of Roanoke: The Story of a Beginning and an Ending, an All-American Passion Play, and Many Uncanny Returns." In: Frauke Berndt, Isabell Karremann und Klaus Müller-Wille (Hrsg.): Figures of Pathos. Festschrift in Honor of Elisabeth Bronfen. Würzburg 2023, ISBN 978-3-8260-7832-3, S. 337–352.
- "'All of That Wealth Underneath': Wie die Logik der Extraktion in den USA Nachhaltigkeitsdiskurse blockiert." In: Frank Adloff, Benno Fladvad, Martina Hasenfratz, und Sighard Neckel (Hrsg.): Imaginationen von Nachhaltigkeit. Katastrophe. Krise. Normalisierung. Campus Verlag, Frankfurt/New York 2020, ISBN 978-3-593-51280-8, S. 91–121. In englischer Sprache erschienen als "'All of the Wealth Underneath': How the Logic of Extraction Blocks Discourses of Sustainability in the U.S." In: Axelle Germanaz, Daniela Gutiérrez Fuentes, Sarah Marak und Heike Paul (Hrsg.): To the Last Drop: Affective Economies of Extraction and Sentimentality. transcript, Bielefeld 2023, ISBN 978-3-8394-6410-6, S. 203–232.
- "Africa in America? Colonial Constructions of African Americans in German Writings about the USA, 1870-1914." In: Claudia Bruns und M. Michaela Hampf (Hrsg.): Wissen - Transfer - Differenz. Transnationale und interdiskursive Verflechtungen von Rassismen ab 1700. Wallstein Verlag, Göttingen 2018, ISBN 978-3-8353-0885-5, S. 184–197.
- "Harriet Beecher Stowe, Uncle Tom’s Cabin: Or, Life among the Lowly (1852)." In: Christine Gerhardt (Hrsg.): Handbook of the American Novel of the Nineteenth Century. Walter de Gruyter, Berlin/München/Boston 2018, ISBN 978-3-11-048081-8, S. 281–297.
- mit Katharina Gerund: "Sentimentalism." In: Christine Gerhardt (Hrsg.): Handbook of the American Novel of the Nineteenth Century. Walter de Gruyter, Berlin/München/Boston 2018, ISBN 978-3-11-048081-8, S. 17–33.
- "‘Schwarze Sklaven, Weiße Sklaven’: The German Reception of Harriet Beecher Stowe's 'Uncle Tom's Cabin'." In: Tracy C. Davis und Stefka Mihaylova (Hrsg.): Uncle Tom's Cabins - The Transnational History of America's Most Mutable Book. University of Michigan Press, Ann Arbor 2018, ISBN 978-0-472-03708-7, S. 192–222.
- "Public Feeling, Tacit Knowledge, and Civil Sentimentalism in Contemporary US Culture." In: Frank Kelleter und Alexander Starre (Hrsg.): Projecting American Studies. Essays on Theory, Method, and Practice. Winter, Heidelberg 2018, ISBN 978-3-8253-6847-0, S. 165–179.
- mit Juliane Engel: "Implizites Wissen im interdisziplinären Diskurs." In: Anja Kraus et al. (Hrsg.): Handbuch Schweigendes Wissen: Erziehung, Bildung, Sozialisation und Lernen. Beltz Juventa, Weinheim 2017, ISBN 978-3-7799-4364-8, S. 107–119.
- mit Klaus Lösch: "Dimensions of Tacit Knowledge and the Art(s) of Explication in Siri Hustvedt's Works." In: Christine Marks, Johanna Hartmann und Hubert Zapf (Hrsg.): Zones of Focused Ambiguity in Siri Hustvedt's Works: Interdisciplinary Essays. De Gruyter, Berlin 2016, ISBN 978-3-11-048081-8, S. 133–152.
- "Das Geschlecht der Serie." In Elisabeth Bronfen (Hrsg.): Noch einmal anders: Zu einer Poetik des Seriellen. Diaphanes, Zürich 2016, ISBN 978-3-03734-637-2, S. 151–162.
- "Critical Regionalism and Post-Exceptionialist American Studies." In: Winfried Fluck und Don Pease (Hrsg.): Towards a Post-Exceptionalist American Studies. Narr, Tübingen 2014, ISBN 978-3-8233-4185-7, S. 397–424.
- "'Race', Racism, and Tacit Knowing." In: Winfried Fluck et al. (Hrsg.): American Studies Today. Winter, Heidelberg 2014, ISBN 978-3-8253-6094-8, S. 263–287.
- "The German Reception of Black Writing and Black Authorship in the 18th and 19th Century." In: Mischa Honeck, Martin Klimke und Anne Kuhlmann-Smirnov (Hrsg.): Germany and the Black Diaspora: Points of Contact, 1250 - 1914. Berghahn, New York 2013, ISBN 978-0-85745-953-4, S. 115–133.
- "Out of Chatham: Abolitionism on the Canadian Frontier." In: Martha Schoolman und Jared Hickman (Hrsg.): Abolitionist Places. Routledge, London 2013, ISBN 978-0-415-81453-9, S. 32–55.
- "Mobility between Boston and Berlin: How Germans Have Read and Reread Narratives of American Slavery." In: Stephen Greenblatt, Ines Županov und Heike Paul (Hrsg.): Cultural Mobility. Cambridge University Press, Cambridge 2009, ISBN 978-0-521-86356-8, S. 122–171.
- mit Klaus Lösch: "Captive Women and Praying Indians: Koloniale Hermeneutik und Transdifferenz in Texten der frühen amerikanischen Kolonialzeit." In: Christian Ernst, Walter Sparn und Hedwig Wagner (Hrsg.): Kulturhermeneutik: Interdisziplinäre Beiträge zum Umgang mit kultureller Differenz. Fink, München 2008, ISBN 978-3-7705-4716-6, S. 125–158.
- "Not 'On the Backs of Blacks': US-American (Im)Migration and Jewish Diaspora in the German-Language Writings of Jeannette Lander". In: Werner Sollors (Hrsg.): Multilingual America: Transnationalism, Ethnicity, and the Languages of American Literature. New York University Press, New York 1998, ISBN 978-0-8147-8092-3, S. 281–296.